# Aber Isle
Aber Isle är en obebodd ö i Loch Lomond i West Dunbartonshire, Skottland. Ön är belägen 2 km från Balmaha.